# ببغاء برتقالي
ببغاء برتقالي (بالإنجليزية:  Orange-fronted parakeet)‏ والمعروف أيضًا باسم الببغاء ذو الواجهة البرتقالية هو ببغاء متوسّط الحجم يُقيم في غرب المكسيك.

## الغذاء
يتغذى الببغاء ذو الواجهة البرتقالية على التين.

## التربية
تضعُ أنثى الببغاء من 3 إلى 5 بيضات. تحتضنُ الأنثى البيض لمدة 26 يومًا، وتفرخ الكتاكيت من العش بعد حوالي 52 يومًا من الفقس.

## معرض الصور

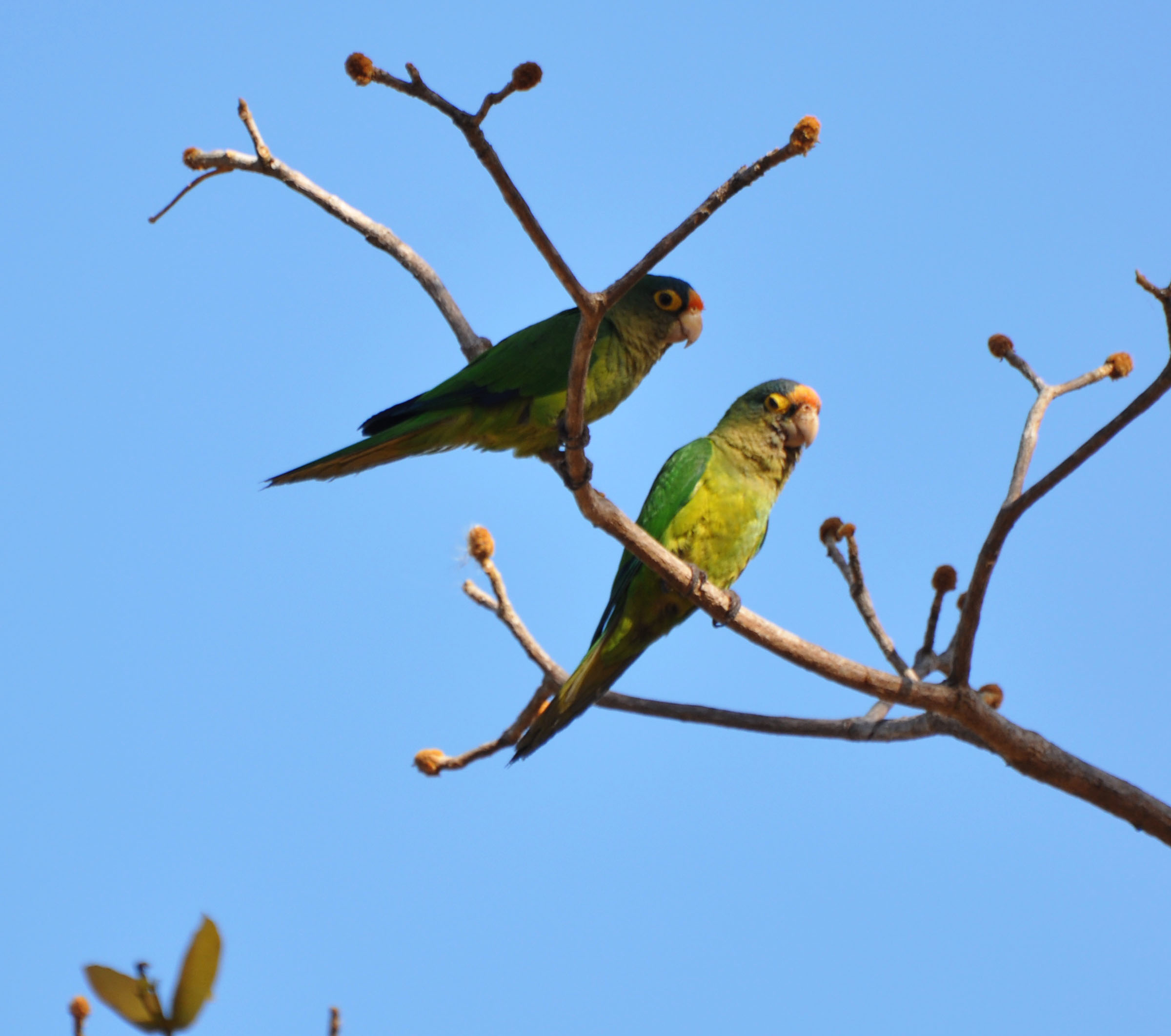
عصفورين في كوستاريكا
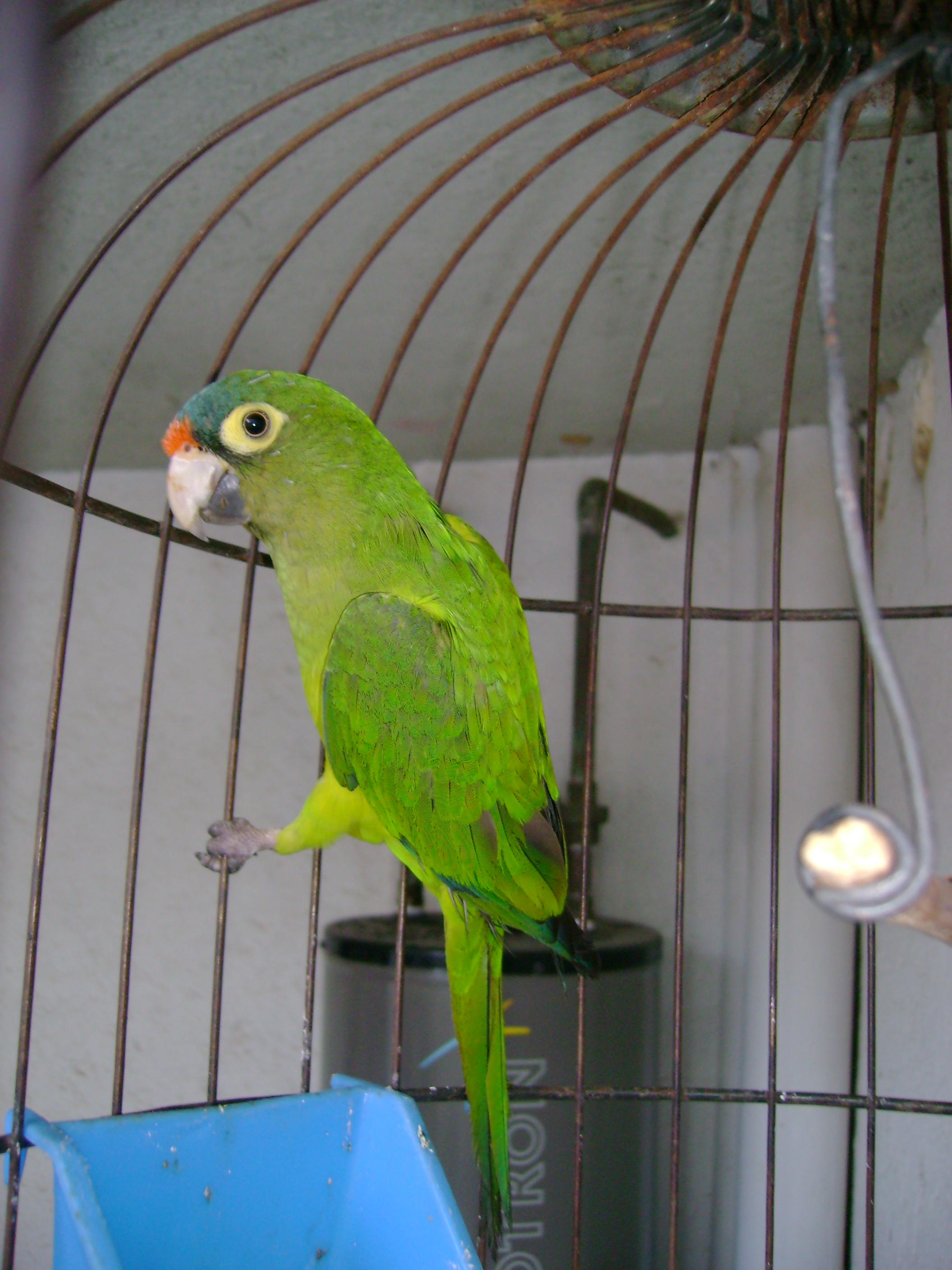
ببغاء أليف برتقالي اللون
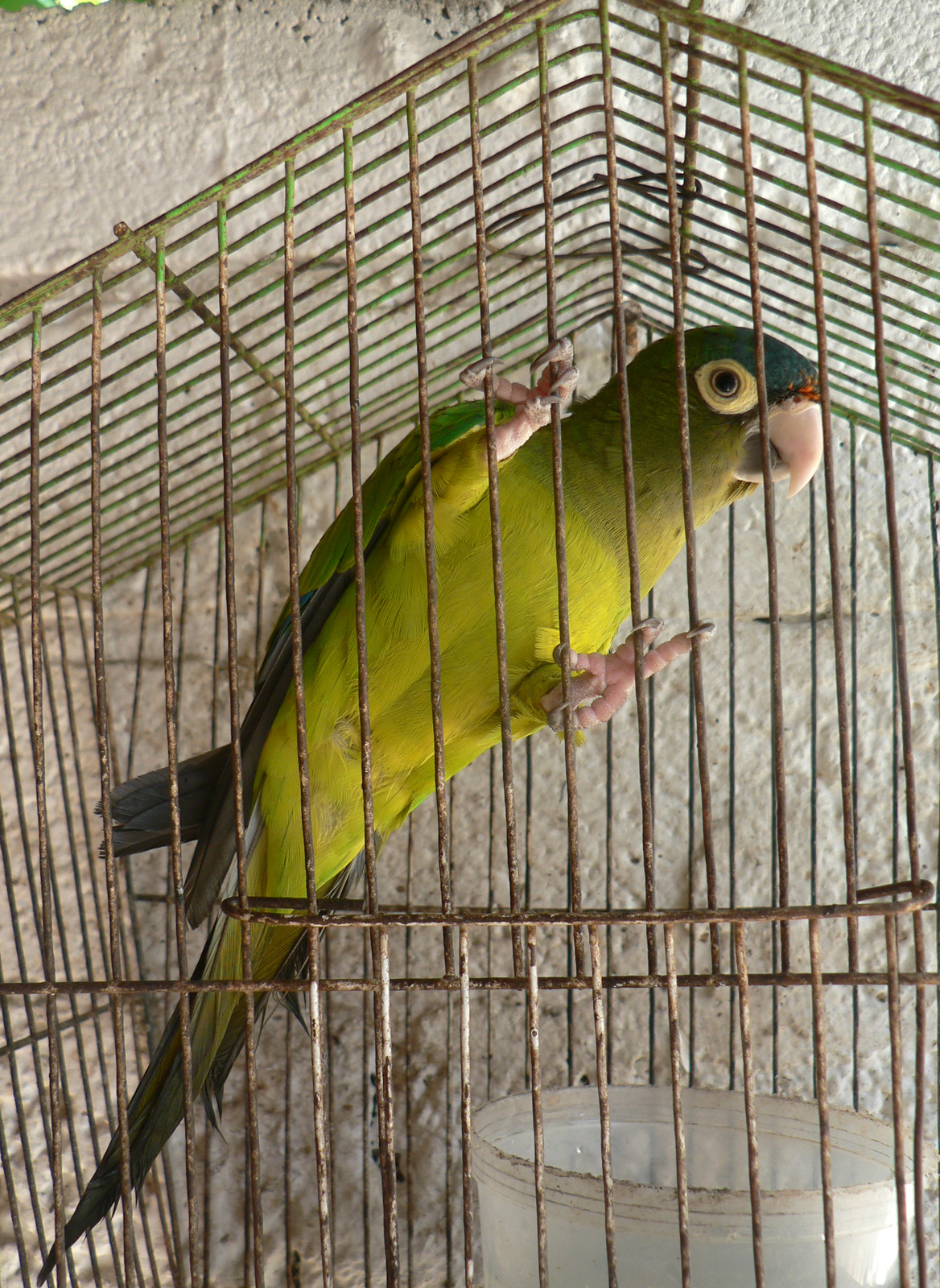
ببغاء أليف برتقالي اللون في قفص في المكسيك
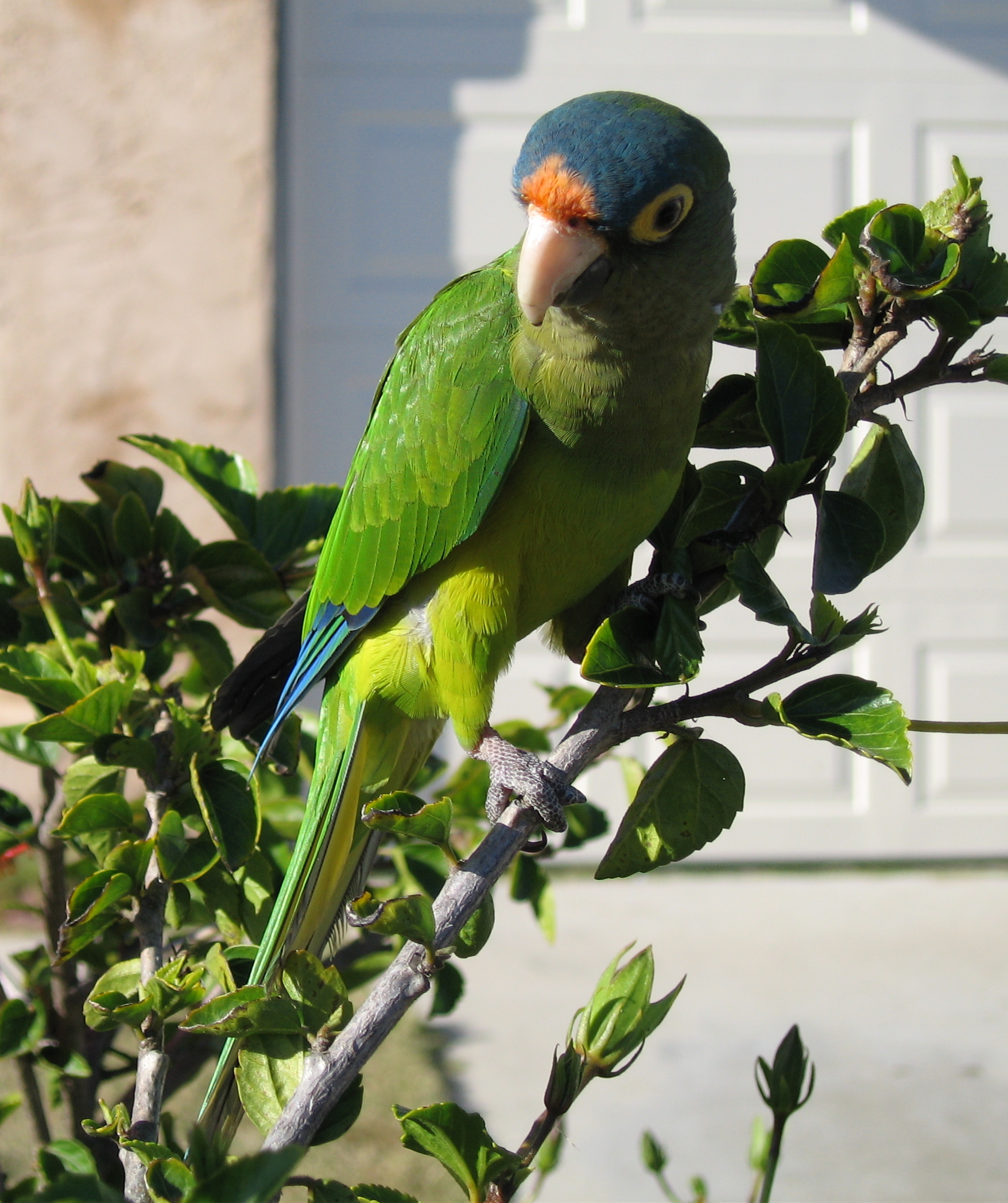
ببغاء أليف ذو واجهة برتقالية اللون في الحديقة

## روابط خارجية
- BirdLife species factsheet for Eupsittula canicularis
- "وسائط عن Orange-fronted parakeet". إنترنت بيرد كوليكشن.
- معرض الصور عن ببغاء برتقالي على فيريو (جامعة دركسل)

- Orange-fronted parakeet species account at NeotropicalBirds (Cornell University)

- خريطة تفاعلية لنطاق انتشار Eupsittula canicularis على IUCN Red List maps